# Phyllophaga pectoralis
Phyllophaga pectoralis är en skalbaggsart som beskrevs av Blanchard 1851. Phyllophaga pectoralis ingår i släktet Phyllophaga och familjen Melolonthidae. Inga underarter finns listade i Catalogue of Life.